# Stefan av Pfalz
Stefan av Pfalz, född 1385, död 1459, var  pfalzgreve av Simmern och Zweibrücken från 1410 till sin död. 
Han var son till Ruprecht III av Pfalz och Elisabet av Nürnberg. Han var gift med Anna av Veldenz.

## Barn
1. Fredrik I av Pfalz-Simmern född 1417, död 1480. pfalzgreve 1459.
2. Ludvig I av Pfalz-Zweibrücken född 1424, död 1489.